# Cryptocala baylonica
Cryptocala baylonica är en fjärilsart som beskrevs av Schultz. 1921. Cryptocala baylonica ingår i släktet Cryptocala och familjen nattflyn. Inga underarter finns listade i Catalogue of Life.